# Мезин (Черниговская область)
Ме́зин (укр. Мезин) — село в Новгород-Северском районе Черниговской области Украины на правом берегу Десны. Население — 156 человек. Занимает площадь 3,158 км².
Код КОАТУУ: 7422284501. Почтовый индекс: 16210. Телефонный код: +380 4656.

## Власть
Орган местного самоуправления — Понорницкая поселковая община. Почтовый адрес: 16220, Черниговская обл., Новгород-Северский р-н, пгт Понорница, ул. Довженко, 18.